# مايكل موراخ
مايكل موراخ (1 فبراير 1911 – 16 أغسطس 1941) هو ملاكم ألماني راحل، مثّل بلاده في الألعاب الأولمبية الصيفية 1936.

## روابط خارجية
مايكل موراخ على موقع أوليمبيديا (الإنجليزية)